# Divina Galica
Divina Mary Galica (se pronuncia "Galitsa") Bushey Heath, Hertfordshire, Gran Bretaña, 13 de agosto de 1944) es una miembro del Orden del Imperio Británico, conocida por participar en los Juegos Olímpicos y por el automovilismo.
Con 18 años, participó en sus primeros Juegos Olímpicos en Innsbruck 1964, compitiendo en esquí y en slalom. También participó en los dos siguientes Juegos Olímpicos de Invierno, en Grenoble 1968 y Sapporo 1972. Siendo capitana del El equipo Británico de Sky en las Olimpiadas, consiguió el récord de velocidad (124 mph).
Aceptando una invitación para una carrera de autos, Galica sorprendió por su talento al conducir. En algún momento participó en otras carreras, corriendo en karting, coches deportivos, y brevemente en la Fórmula 1 para la escudería Hesketh Racing. Su carrera incluyó un período en la Fórmula Renault, Fórmula Vauxhall Lotus y Fórmula 2.
Galica es ahora vicepresidenta mayor de la Escuela de conducción Skip Barber.

## Resultados

### Fórmula 1
(Clave) (negrita indica pole position) (cursiva indica vuelta rápida)

| Año     | Escudería                    | 1       | 2       | 3   | 4   | 5   | 6   | 7   | 8   | 9       | 10  | 11  | 12  | 13  | 14  | 15  | 16  | Pos. | Puntos |
| ------- | ---------------------------- | ------- | ------- | --- | --- | --- | --- | --- | --- | ------- | --- | --- | --- | --- | --- | --- | --- | ---- | ------ |
| 1976    | ShellSport Whiting           | BRA     | RSA     | USW | ESP | BEL | MON | SWE | FRA | GBR DNQ | GER | AUT | NED | ITA | CAN | USA | JPN | NC   | 0      |
| 1978    | Olympus Cameras with Hesketh | ARG DNQ | BRA DNQ | RSA | USW | MON | BEL | ESP | SWE | FRA     | GBR | GER | AUT | NED | ITA | USA | CAN | NC   | 0      |
| Fuente: |                              |         |         |     |     |     |     |     |     |         |     |     |     |     |     |     |     |      |        |